# Yushania rugosa
Yushania rugosa är en gräsart som beskrevs av Tong Pei Yi. Yushania rugosa ingår i släktet yushanior, och familjen gräs. Inga underarter finns listade i Catalogue of Life.